# Distretto di Chanuman
Il distretto di Chanuman (in thailandese: ชานุมาน) è un distretto (amphoe) della Thailandia, situato nella provincia di Amnat Charoen.